# التلسكوب الراديوي للفوهة القمرية

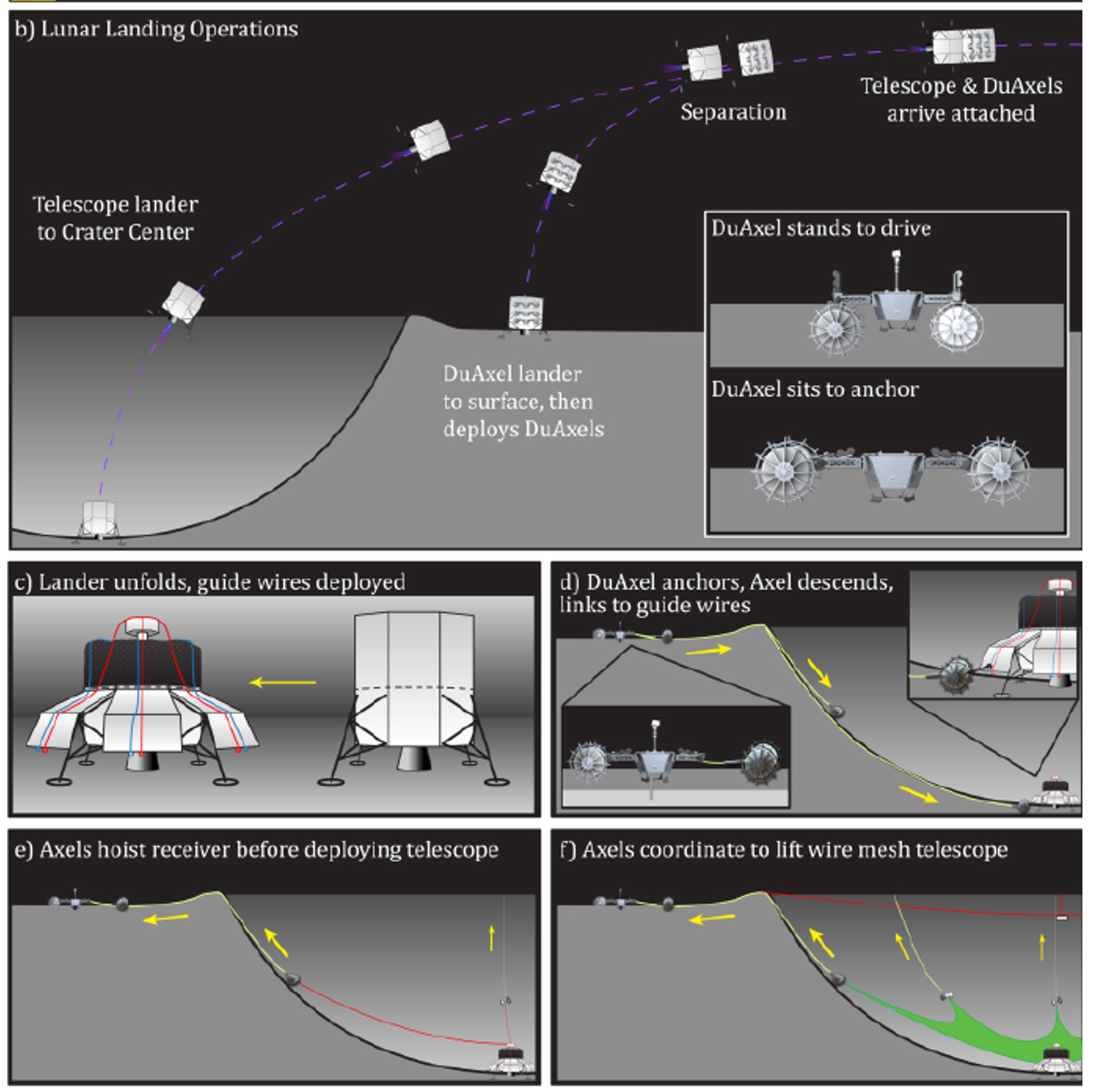
مفهوم العمليات لبناء LCRT

التلسكوب الراديوي للفوهة القمرية (LCRT) هو اقتراح من معهد ناسا للمفاهيم المتقدمة لإنشاء تلسكوب راديوي ذو طول موجي طويل للغاية (أي للطول الموجي أكبر من 10م، الموافق للترددات أقل من 30 ميجاهيرتز) داخل فوهة قمرية على الجانب البعيد من القمر.  
اذا اكتمال، فسيكون القطر الهيكلي للتلسكوب 1.3 كيلومترًا، وسيكون قطر العاكس 350 مترًا.    ومن شأن إستخدام أسلاك رفع آلية ونظام تثبيت أن يمكّنا من نشر المرايا المُستقبلة للموجات كالأوريجامي. 
السبب من وراء المكان والتصميم هو أن الجانب البعيد من القمر لا يتعرض للضوضاء الرادوية التي يتم إصدارها من الأرض ولا وجود لغلاف جوي للقمر يمتص أو يحد من الإشارات الضعيفة للغاية القادمة من الفضاء السحيق.

## التاريخ
وضع اقتراح سابق حجم المُستقبِل المقترح بقطر 1 كم.  اعتبارًا من عام 2023، سيستمر العمل على التلسكوب الراديوي للحفرة القمرية في مختبر الدفع النفاث التابع لمعهد كاليفورنيا للتكنولوجيا/ ناسا . 

## ملحوظات
1. ↑  Radio telescopes on Earth can't probe the long-wavelength radio waves from the universe's Dark Ages, as the غلاف أيوني reflect them through its layer of أيونs and إلكترونs.[3]

## فهرس
- Bandyopadhyay، Saptarshi (30 سبتمبر 2020). "Lunar Crater Radio Telescope (LCRT) on the Far-Side of the Moon". يوتيوب.

## روابط خارجية
- التلسكوب الراديوي للفوهة القمرية (LCRT) على الجانب البعيد من القمر - ندوة ناسا NIAC 2022